# Clemensia erminea
Clemensia erminea är en fjärilsart som beskrevs av William Schaus 1896. Clemensia erminea ingår i släktet Clemensia och familjen björnspinnare. Inga underarter finns listade i Catalogue of Life.